# Oncocephalus geniculatus
Oncocephalus geniculatus är en insektsart som först beskrevs av Carl Stål 1872.  Oncocephalus geniculatus ingår i släktet Oncocephalus och familjen rovskinnbaggar. Inga underarter finns listade i Catalogue of Life.